# Liste der Kulturdenkmale in Lübeck-St. Lorenz
- Karte mit allen Koordinaten:
- OSM |
- WikiMap

Die Liste der Kulturdenkmale in Lübeck-St. Lorenz beschreibt Kulturdenkmale im Stadtteil Lübeck-St. Lorenz der Hansestadt Lübeck (Stand: 7. November 2024).
Die Liste ist nach Straßen sortiert.
Die Bodendenkmale sind in der Liste der Bodendenkmale in Lübeck aufgeführt.

## Legende und Hinweise
In den Spalten befinden sich folgende Informationen:
- Objekt-ID: die Nummer des Kulturdenkmales
- Lage: die Adresse des Kulturdenkmales und die geographischen Koordinaten. Kartenansicht, um Koordinaten zu setzen. In der Kartenansicht sind Kulturdenkmale ohne Koordinaten mit einem roten Marker dargestellt und können in der Karte gesetzt werden. Kulturdenkmale ohne Bild sind mit einem blauen Marker gekennzeichnet, Kulturdenkmale mit Bild mit einem grünen Marker.
- Offizielle Bezeichnung: Bezeichnung des Kulturdenkmales
- Beschreibung: die Beschreibung des Kulturdenkmales
- Bild: ein Bild des Kulturdenkmales

In der Liste sind folgende Arten von Kulturdenkmalen erfasst: Bauliche Anlagen, Sachgesamtheiten, Mehrheit von baulichen Anlagen, Gründenkmale sowie Teile von baulicher Anlage. Bauliche Anlagen sind nicht entsprechend gekennzeichnet. Sachgesamtheiten und Mehrheiten von baulichen Anlagen sind einzeln erfasst sein mit der Angaben aus welchen Teilen sie bestehen. Zusätzlich können Teil davon als Bauliche Anlage erfasst sein, diese sind ebenfalls als „Teil von“ gekennzeichnet.

## Am Bahnhof
| Objekt-ID     | Lage                                            | Offizielle Bezeichnung | Beschreibung | Bild                             |
| ------------- | ----------------------------------------------- | ---------------------- | --- | -------------------------------- |
| 1258          | Am Bahnhof 2-10 (53° 51′ 59″ N, 10° 39′ 58″ O)  | Stellwerk Lp           | Schutzumfang: Auf das gesamte Gebäude einschließlich der darin enthaltenen gesamten technischen Einrichtung Stellwerk „Lp“ (Lübecker Personenbahnhof) - Stellwerk des Lübecker Hauptbahnhofs auf dem Bahnsteig zwischen den Gleisen 8 und 9; erbaut 1908 - Schutzgrund: geschichtlich, wissenschaftlich, technisch, städtebaulich                                                                | Fotos hochladen                  |
| 1257          | Am Bahnhof 2-10 (53° 51′ 55″ N, 10° 39′ 52″ O)  | Stellwerk Wtm          | Schutzumfang: Auf das gesamte Gebäude einschließlich der darin enthaltenen gesamten technischen Einrichtung Stellwerk „Wtm“ (Westturm) - Stellwerk des Lübecker Hauptbahnhofs zwischen den Gleisanlagen westlich der Meierbrücke; erbaut 1908 - Schutzgrund: geschichtlich, wissenschaftlich, technisch, städtebaulich                                                                           | Fotos hochladen                  |
| 1255          | Am Bahnhof 2-10 (53° 52′ 8″ N, 10° 40′ 25″ O)   | Stellwerk Otm          | Schutzumfang: Auf das gesamte Gebäude einschließlich der darin enthaltenen gesamten technischen Einrichtung - Stellwerk Otm des Lübecker Hauptbahnhofs östlich der Bahnhofsbrücke (Fackenburger Allee) an der Werftstraße; erbaut 1908 - Schutzgrund: geschichtlich, wissenschaftlich, städtebaulich, technisch                                                                                  | Fotos hochladen                  |
| 1256 Wikidata | Am Bahnhof 2-10 (53° 52′ 2″ N, 10° 40′ 14″ O)   | Bahnhofsanlage         | Schutzumfang: Auf das Äußere des Hauptgebäudes (Empfangsgebäude), die vierschiffige Bahnhofshalle einschließlich ihrer Tragkonstruktion und die Personenbrücke mit Treppenabgängen - Bahnhofsanlage, erbaut 1908 nach einem Entwurf von Fritz Klingholz, Aachen, mit Bildhauerarbeiten des Künstlers Beyer und Volke - Schutzgrund: geschichtlich, wissenschaftlich, städtebaulich, technisch    | weitere Fotos \| Fotos hochladen |
| 1282 Wikidata | Am Bahnhof 12 -14 (53° 52′ 0″ N, 10° 40′ 12″ O) | Handelshof             | Schutzumfang: Auf das gesamte Gebäude, insbesondere auf die Fassadengestaltung - Handelshof; klinkerverkleidetes Bürohaus in der Art der für Hamburg charakteristischen Kontorhausbauten; erbaut 1924 von Zauleck und Hormann - Schutzgrund: geschichtlich, wissenschaftlich, städtebaulich; 1924 erbaut (unter Schutzstellung: 1972)                                                            | weitere Fotos \| Fotos hochladen |
| 1283          | Am Bahnhof 13 -15 (53° 52′ 0″ N, 10° 40′ 16″ O) | Jugendstilgebäude      | Schutzumfang: Auf das gesamte Gebäude - Langgestrecktes, abgewinkeltes Jugendstilgebäude Am Bahnhof/Konrad-Adenauer-Straße; um 1909 als Verwaltungsgebäude der Lübeck-Büchener-Eisenbahn-Gesellschaft errichtet - Schutzgrund: geschichtlich, wissenschaftlich, städtebaulich, künstlerisch | Fotos hochladen                  |
| 1613          | Am Bahnhof 17 (53° 52′ 0″ N, 10° 40′ 14″ O)     | Hotelkomplex           | Schutzumfang: Auf den gesamten Gebäudekomplex bestehend aus zwei Gebäuden - Hotelkomplex von 1908 gegenüber dem kurz zuvor fertiggestellten Bahnhof aus ehem. 2 Hotels „International“ (Nr. 17) und „Viktoria“ (Nr. 19); 1958 Aufstockung von Nr. 19 (90 Betten); 1959 Zusammenlegung der beiden Hotels unter dem Namen „Victoria“ - Schutzgrund: geschichtlich, wissenschaftlich, städtebaulich | Fotos hochladen                  |
| 3196          | Am Bahnhof 19 (53° 51′ 59″ N, 10° 40′ 13″ O)    | Hotelkomplex           | Schutzumfang: Auf den gesamten Gebäudekomplex bestehend aus zwei Gebäuden - Hotelkomplex von 1908 gegenüber dem kurz zuvor fertiggestellten Bahnhof aus ehem. 2 Hotels „International“ (Nr. 17) und „Viktoria“ (Nr. 19); 1958 Aufstockung von Nr. 19 (90 Betten); 1959 Zusammenlegung der beiden Hotels unter dem Namen „Victoria“ - Schutzgrund: geschichtlich, wissenschaftlich, städtebaulich | Fotos hochladen                  |

## Adlerstraße
| Objekt-ID | Lage                                            | Offizielle Bezeichnung      | Beschreibung | Bild                             |
| --------- | ----------------------------------------------- | --------------------------- | --- | -------------------------------- |
| 1620      | Adlerstraße (53° 52′ 17″ N, 10° 40′ 9″ O)       | Reihenhauszeile Adlerstraße | Schutzumfang: Auf das Äußere des Ensembles, Dachstuhl, die erhaltenen Grundstrukturen in den Häusern 7, 11, 21, 23 sowie die vorgelagerte Form der Gartenfläche - Wohnanlage des 18. Jhd. zwischen 1765 und 1770 von Bilderbek erbaute Wohnanlage in Reihenhausform für Fabrikarbeiter auf dem Gelände der Bilderbek´schen Gärten - Mehrheit von baulichen Anlagen bestehend aus Adlerstraße 3, Adlerstraße 5, Adlerstraße 7, Adlerstraße 9, Adlerstraße 11, Adlerstraße 13, Adlerstraße 15, Adlerstraße 17, Adlerstraße 19, Adlerstraße 21 und Adlerstraße 23 - Schutzgrund: geschichtlich, wissenschaftlich, städtebaulich | weitere Fotos \| Fotos hochladen |
| 1263      | Adlerstraße 35 a (53° 52′ 22″ N, 10° 40′ 15″ O) | Fachwerkhaus                | Schutzumfang: Auf das Äußere des Gebäudes, einschließlich Fenster und historischer Farbbefund - im Inneren auf alle Konstruktionsteile des 18. Jhd. und frühen 19. Jhd. und die erhaltene Stabwerktreppe der mittleren Wohnung mit zugehörigen Farbbefunden Langgestreckter Fachwerkbau, in 2 Bauabschnitten im frühen 18. Jhd. als Neubau entstanden - Schutzgrund: geschichtlich, wissenschaftlich, städtebaulich | BW                               |

## Am Graben
| Objekt-ID | Lage                                       | Offizielle Bezeichnung | Beschreibung | Bild                             |
| --------- | ------------------------------------------ | ---------------------- | --- | -------------------------------- |
| 1264      | Am Graben 7 (53° 53′ 52″ N, 10° 40′ 48″ O) | Ziegelquerhaus         | Schutzumfang: Auf das gesamte Gebäude - Kleines eingeschossiges Ziegelquerhaus mit Krüppelwalmdach, erbaut um 1746 - Schutzgrund: geschichtlich, wissenschaftlich | weitere Fotos \| Fotos hochladen |

## Am Güterbahnhof
| Objekt-ID | Lage                                           | Offizielle Bezeichnung | Beschreibung | Bild            |
| --------- | ---------------------------------------------- | ---------------------- | --- | --------------- |
| 1284      | Am Güterbahnhof (53° 51′ 44″ N, 10° 39′ 30″ O) | Wasserturm             | Schutzumfang: Auf den gesamten Wasserturm - Runder, dreigeschossiger Wasserturm von 1906/7 auf dem Gelände des Güterbahnhofs - Schutzgrund: geschichtlich, wissenschaftlich, technisch, städtebaulich | Fotos hochladen |

## Am Stadtrand
| Objekt-ID | Lage                                          | Offizielle Bezeichnung             | Beschreibung | Bild            |
| --------- | --------------------------------------------- | ---------------------------------- | --- | --------------- |
| 1265      | Am Stadtrand 21 (53° 52′ 55″ N, 10° 39′ 3″ O) | Paul-Gerhardt-Kirche (evangelisch) | Schutzumfang: Auf das gesamte Kirchengebäude einschließlich des Kirchturmes Paul-Gerhardt-Kirche - erbaut 1958–60 nach einem Entwurf des Hamburger Architekten Gerhard und Dieter Langmaack, ungleichmäßig elliptisch geformter, in nord-östlicher Richtung abgeflachter Baukörper; Gestaltung des Gebäudes in Herzform nach dem Paul Gerhardt Lied Geh aus, mein Herz, und suche Freud - Schutzgrund: geschichtlich, wissenschaftlich, technisch | Fotos hochladen |

## An der Stadtfreiheit
| Objekt-ID | Lage                                                  | Offizielle Bezeichnung                    | Beschreibung | Bild            |
| --------- | ----------------------------------------------------- | ----------------------------------------- | --- | --------------- |
| 1621      | An der Stadtfreiheit 1 (53° 52′ 14″ N, 10° 39′ 52″ O) | Haushaltsschule (ehem. Strakerjahnschule) | Schutzumfang: Auf das gesamte ehemalige Schulgebäude auf umgebender Freifläche Haushaltsschule von 1908/09 - sechsachsiger, eineinhalbgeschossiger Putzbau mit vierachsigem Mittelgiebel zur Straße - Schutzgrund: geschichtlich, wissenschaftlich, städtebaulich | Fotos hochladen |

## Bahnweg
| Objekt-ID | Lage                                     | Offizielle Bezeichnung | Beschreibung | Bild                             |
| --------- | ---------------------------------------- | ---------------------- | --- | -------------------------------- |
| 1610      | Bahnweg 2 (53° 52′ 36″ N, 10° 40′ 52″ O) | Viehhof                | Schutzumfang: Auf die gesamte Anlage bestehend aus Verwaltungsbau, Stallgebäude, Pforte und kopfsteingepflasterter Stichstraße auf umgebenden Freiflächen - „Viehhof“, ehemalige Schlachtviehhalle, bestehend aus Verwaltungsbau (A), Stall (B), Pforte (C), sowie Zufahrt über Stichstraße (Kopfsteinpflaster) und großem Freigelände um Verwaltungsbau und Stall - Schutzgrund: geschichtlich, wissenschaftlich, städtebaulich | weitere Fotos \| Fotos hochladen |

## Beethovenstraße
| Objekt-ID     | Lage                                            | Offizielle Bezeichnung             | Beschreibung | Bild                             |
| ------------- | ----------------------------------------------- | ---------------------------------- | --- | -------------------------------- |
| 4021 Wikidata | Beethovenstraße 22 (53° 52′ 9″ N, 10° 39′ 9″ O) | Friedrich von Bodelschwingh-Kirche | Schutzumfang: Auf das gesamte Kirchengebäude (außen und innen), den freistehenden Turm sowie das Äußere der umliegenden Gebäude (Materialität, Fassaden, Kubatur, Dachform) und die umgebenden Grünflächen. - „Friedrich von Bodelschwingh-Kirche“, errichtet 1963–65 nach Plänen der Hamburger Architekten Friedhelm Grundmann und Horst Sandtmann - Sachgesamtheit bestehend Beethovenstraße 22 Glockenturm, Kindergarten, Kirche und Gemeinderäume sowie Pastorat und Büro - Schutzgrund: geschichtlich, wissenschaftlich, städtebaulich - Sonstiges: Eckgebäude - Richard-Wagner-Straße 95 | weitere Fotos \| Fotos hochladen |
| 4022 Wikidata | Beethovenstraße 22 (53° 52′ 9″ N, 10° 39′ 9″ O) | Friedrich von Bodelschwingh-Kirche | siehe Friedrich von Bodelschwingh-Kirche - Bauliche Anlage | weitere Fotos \| Fotos hochladen |

## Brockesstraße
| Objekt-ID | Lage                                                | Offizielle Bezeichnung                                                                    | Beschreibung | Bild                             |
| --------- | --------------------------------------------------- | ----------------------------------------------------------------------------------------- | --- | -------------------------------- |
| 1623      | Brockesstraße 59, 61 (53° 52′ 40″ N, 10° 40′ 24″ O) | Elisabeth-Haseloff-Schule, ex Brockes-Schule, ex 3. St. Lorenz Knabenschule/Mädchenschule | Schutzumfang: Auf das gesamte Schulgebäude auf dem ohne die 1991 ergänzte Turnhalle, sowie die zwei ehem. eingeschossigen Toilettenhäuschen, sowie das umgebende Schulgelände - Doppelschulgebäude 1908/09 durch Baudirektor Johannes Baltzer errichtet; traufständiger dreigeschossiger Mittelbau mit vorgestellten Treppenhäusern - Schutzgrund: geschichtlich, wissenschaftlich, städtebaulich | weitere Fotos \| Fotos hochladen |

## Dornbreite
| Objekt-ID | Lage                                         | Offizielle Bezeichnung                                              | Beschreibung | Bild            |
| --------- | -------------------------------------------- | ------------------------------------------------------------------- | --- | --------------- |
| 3915      | Dornbreite 12 (53° 52′ 52″ N, 10° 39′ 18″ O) | Ehem. Krempelsdorfer Schule, heute Außenstelle der Pestalozzischule | Schutzumfang: Auf das gesamte Gebäude mit Aborthäuschen und Schulhof. Der eingeschossige Anbau an der Ostseite des Schulgebäudes ist kein Bestandteil des Denkmals. - Ehem. Krempelsdorfer Schule, heute Außenstelle der Pestalozzischule; nach Plänen des Architekten Johannes Joachim Heinrich Hagen 1896 errichtet. - Schutzgrund: geschichtlich, wissenschaftlich | Fotos hochladen |

## Drögeneck
| Objekt-ID | Lage                                      | Offizielle Bezeichnung | Beschreibung | Bild            |
| --------- | ----------------------------------------- | ---------------------- | --- | --------------- |
| 1259      | Drögeneck 3 (53° 52′ 47″ N, 10° 37′ 1″ O) | Dorfschule             | Schutzumfang: Auf die gesamte Schulanlage mit umgebendem Schulhof, bestehend aus Hauptgebäude und zeitgleichem Nebengebäude - Hauptgebäude vollständig, Nebengebäude im Äußeren geschützt 1909 von Baudirektor Baltzer errichtete Backsteinbauten; Hauptgebäude mit einseitigem Flügel unter eigenem Satteldach, eingeschossig mit bauzeitlich ausgebautem DG; zum Hof kleines Windfanggebäude mit Nebeneingang - Schutzgrund: geschichtlich, wissenschaftlich, städtebaulich | Fotos hochladen |

## Einsiedelstraße
| Objekt-ID     | Lage                                              | Offizielle Bezeichnung   | Beschreibung | Bild                             |
| ------------- | ------------------------------------------------- | ------------------------ | --- | -------------------------------- |
| 1606 Wikidata | Einsiedelstraße 6 (53° 52′ 38″ N, 10° 41′ 1″ O)   | Winkelbunker             | Schutzumfang: Auf die gesamte Bunkeranlage - Sogenannter Winkelbunker von 1940; freistehender leicht bauchiger schlanker Turm - Schutzgrund: geschichtlich, wissenschaftlich, städtebaulich | weitere Fotos \| Fotos hochladen |
| 1266          | Einsiedelstraße 6 (53° 52′ 44″ N, 10° 41′ 10″ O)  | Gebäudekomplex           | Schutzumfang: Auf den gesamten Gebäudekomplex sowie auf den von beiden Flügeln der Halle und der Trave eingeschlossenen ehemaligem Wasserbauplatz, begrenzt durch die Kaimauer - Ehemalige Schiffsbauhalle und Maschinenschuppen mit Magazin, Schmiede und Schlosserei der früheren Lübecker Maschinenbau Gesellschaft (jetzt Orenstein & Koppel/Krupp Fördertechnik), errichtet 1907/08 nach Plänen von Ing. Paul Ranft - Schutzgrund: geschichtlich, wissenschaftlich, städtebaulich | Fotos hochladen                  |
| 3221          | Einsiedelstraße 6 (53° 52′ 37″ N, 10° 41′ 0″ O)   | Schweine-Quarantänestall | Aktualisierung vorgesehen - Teil der Sachgesamtheit - Seegrenzschlachthof | BW                               |
| 1267 Wikidata | Einsiedelstraße 10 (53° 52′ 52″ N, 10° 41′ 10″ O) | Sommerhaus               | Schutzumfang: Auf das gesamte Gebäude - Sommerhaus des Rokoko, 1754–56 für den Kaufmann Hieronymus Küsel erbaut, „Bellevue“ genannt; ursprünglich gehörte zur Gesamtanlage ein bis an die Trave herunterführender Garten mit Grotten - Schutzgrund: geschichtlich, wissenschaftlich, städtebaulich, künstlerisch | weitere Fotos \| Fotos hochladen |

## Fackenburger Allee
| Objekt-ID | Lage                                                     | Offizielle Bezeichnung  | Beschreibung | Bild            |
| --------- | -------------------------------------------------------- | ----------------------- | --- | --------------- |
| 1268      | Fackenburger Allee 21-21a (53° 52′ 11″ N, 10° 40′ 12″ O) | Putzgebäude             | Schutzumfang: Auf das gesamte Gebäude - 1882 errichtetes Arbeiterinnenheim des Vereins für Wohlfahrt weiblicher Jugend; zweigeschossiges traufständiges Putzgebäude mit dreiachsigem Mittelrisalit mit Dreiecksgiebel - Schutzgrund: geschichtlich, wissenschaftlich, städtebaulich                                                                                              | Fotos hochladen |
| 3190      | Fackenburger Allee 23-23a (53° 52′ 11″ N, 10° 40′ 12″ O) | Mietwohnhaus            | Schutzumfang: Auf das gesamte Gebäude - 1907 errichtet durch Bauunternehmer Wilhelm Jacobs; viergeschossiges Gebäude mit repräsentativer fünfachsiger Putzfassade in dezentem Jugendstildekor - Schutzgrund: städtebaulich, geschichtlich | Fotos hochladen |
| 1611      | Fackenburger Allee 28 a (53° 52′ 17″ N, 10° 40′ 8″ O)    | Wohn- und Stallgebäude  | Schutzumfang: Auf das gesamte Wirtschaftsgebäude mit vorgelagertem Zufahrtshof - 1897 beantragtes, 1903 mit Entwässerung versehenes Wohn- und Stallgebäude im Hof eines 1870 erbauten Vorderhauses - Schutzgrund: geschichtlich, wissenschaftlich, städtebaulich | BW              |
| 1269      | Fackenburger Allee 56 (53° 52′ 27″ N, 10° 39′ 59″ O)     | Sandsteintafel          | Schutzumfang: Auf die Sandsteintafel - Die Sandsteintafel vom ehem. Waisenhof mit blau/gold gefasstem Kreuzwappen und Datierung 1783 - Teile von baulichen Anlagen - Schutzgrund: wissenschaftlich | BW              |
| 1270      | Fackenburger Allee 68 (53° 52′ 33″ N, 10° 39′ 52″ O)     | Wohn- und Geschäftshaus | Schutzumfang: Auf das gesamte Gebäude - Wohn- und Geschäftshaus; Baujahr 1910; durch die Architektengemeinschaft Schöss & Redelstorff 1910 für den Bauunternehmer Torkuhl entworfenes Gebäude im zeittypischen „Reformstil“ - Schutzgrund: künstlerisch, städtebaulich | Fotos hochladen |
| 1612      | Fackenburger Allee 69 (53° 52′ 36″ N, 10° 39′ 45″ O)     | Geschosswohnhaus        | Schutzumfang: Auf das gesamte Gebäude - dreigeschossiges, dreiachsiges Geschosswohnhaus von 1899 auf hohem Souterraingeschoss; zur Straße reich mit historistischem Zierrat versehene Trauffassade - Schutzgrund: geschichtlich, städtebaulich | BW              |
| 1271      | Fackenburger Allee 71-73 (53° 52′ 36″ N, 10° 39′ 44″ O)  | Pestalozzi-Schule       | Schutzumfang: Auf das gesamte Schulgebäude mit zugehöriger Turnhalle auf dem Schulhof - Doppel-Schulgebäude von 1899/1900 (4. St.-Lorenz-Doppelschule, heute Pestalozzi-Schule) nach Entwurf des Lübecker Bauinspektors J. Baltzer und des Baudirektors G. Schaumann, erbaut durch die Firma P.H. Glogner und Sohn - Schutzgrund: geschichtlich, wissenschaftlich, städtebaulich | Fotos hochladen |

## Finkenberg
| Objekt-ID | Lage                                            | Offizielle Bezeichnung | Beschreibung | Bild                             |
| --------- | ----------------------------------------------- | ---------------------- | --- | -------------------------------- |
| 1614      | Finkenberg 39-41 (53° 51′ 17″ N, 10° 40′ 14″ O) | Fabrikantenvilla       | Schutzumfang: Auf die gesamte Villa mit Nebengebäuden (Angestelltenwohnhaus, Gartenhaus), umgebende Gartenanlage, bestehend aus südlichem Hausgarten und östlichem „Park“ bis zur Trave, sowie die Ziegelmauer zur Straße - Fabrikantenvilla; 1914/15 auf großem Gartengrundstück vom Architekten Carl Mühlenpfordt mit Beratung durch Gartenplaner Harry Maasz für den Ingenieur und Firmengründer Bernhard Dräger und seine Frau Elfriede als repräsentativer Ziegelbau errichtet - Schutzgrund: geschichtlich, wissenschaftlich, künstlerisch, städtebaulich | weitere Fotos \| Fotos hochladen |

## Friedhofsallee
| Objekt-ID | Lage                                                | Offizielle Bezeichnung | Beschreibung | Bild                             |
| --------- | --------------------------------------------------- | ---------------------- | --- | -------------------------------- |
| 1705      | Friedhofsallee 79-83 (53° 53′ 35″ N, 10° 39′ 44″ O) | Kapelle I              | auf dem Vorwerker Friedhof | weitere Fotos \| Fotos hochladen |
| 4019      | Friedhofsallee 79-83 (53° 53′ 45″ N, 10° 40′ 3″ O)  | Kapelle II             | Schutzumfang: Auf das gesamte Kirchengebäude sowie den Glockenturm und die Anbauten - Neue Friedhofskapelle (Kapelle 2); 1958 nach Plänen des Hochbauamts nach Abbruch einer Wartehalle von 1939 errichtet - Begründung: geschichtlich, künstlerisch                                                         | weitere Fotos \| Fotos hochladen |
| 1272      | Friedhofsallee 79-83 (53° 53′ 29″ N, 10° 39′ 40″ O) | Grabmal Hefti          | Schutzumfang: Auf das Äußere des Grabmals, insbesondere auf das Engelrelief - Porticusförmiges Grabmal der Familie Hefti (unter anderem Johannes Hefti), errichtet 1932, mit einer Bronzeplatte, darauf Darstellung des apokalyptischen Engels - Schutzgrund: geschichtlich, wissenschaftlich, städtebaulich | Fotos hochladen                  |

## Hansering
| Objekt-ID | Lage                                     | Offizielle Bezeichnung | Beschreibung | Bild |
| --------- | ---------------------------------------- | ---------------------- | --- | ---- |
| 1781      | Hansering (53° 51′ 36″ N, 10° 39′ 35″ O) | Hansequartier          | Schutzumfang:Der Denkmalschutz erstreckt sich aufgrund der übergeordneten formalen und gestalterischen Einheitlichkeit auf die städtebaulich wirksame Bausubstanz der Gebäudegruppe (Fassaden, Kubatur, Dachzonen, Geschossigkeit, rückwärtige Freifläche) - Gebäudegruppe/Siedlungsbauten als nicht geschlossene Blockrandbebauung entlang der Straßenzüge Hansering, Pommersche Straße, Märkische Straße und Wendische Straße - Mehrheit von baulichen Anlagen bestehend aus Hansering 41, Hansering 43, Hansering 45, Hansering 47, Märkische Straße 5 - 9, Märkische Straße 11 - 15, Pommersche Straße 2 - 6, Pommersche Straße 8 - 12, Pommersche Straße 14 - 18, Pommersche Straße 20 - 24, Pommersche Straße 26 - 30, Pommersche Straße 32 - 36, Wendische Straße 29, Wendische Straße 31, Wendische Straße 33, Wendische Straße 35, Wendische Straße 37, Wendische Straße 39, Wendische Straße 41, Wendische Straße 43 - 47 - Schutzgrund: städtebaulich | BW   |

## Hansestraße
| Objekt-ID | Lage                                         | Offizielle Bezeichnung    | Beschreibung | Bild            |
| --------- | -------------------------------------------- | ------------------------- | --- | --------------- |
| 1759      | Hansestraße 22 (53° 51′ 54″ N, 10° 40′ 9″ O) | Polizeiwache              | Schutzumfang: Auf das Äußere des Gebäudes (Altbau von 1901/02) und erhaltenswerte Teile im Inneren - 1901/02 erbautes Polizeirevier im Stil des architekturgeschichtlichen Übergangs vom Historismus zum Jugendstil - Schutzgrund: geschichtlich | Fotos hochladen |
| 1663      | Hansestraße 24 (53° 51′ 53″ N, 10° 40′ 8″ O) | Aktualisierung vorgesehen | Aktualisierung vorgesehen | Fotos hochladen |
| 3198      | Hansestraße 26 (53° 51′ 52″ N, 10° 40′ 7″ O) | Aktualisierung vorgesehen | Aktualisierung vorgesehen | BW              |

## Katharinenstraße
| Objekt-ID | Lage                                                  | Offizielle Bezeichnung | Beschreibung | Bild                             |
| --------- | ----------------------------------------------------- | ---------------------- | --- | -------------------------------- |
| 3172      | Katharinenstraße 27 (53° 52′ 18″ N, 10° 40′ 29″ O)    | Villa                  | Schutzumfang: Auf das gesamte Gebäude mit Vorgarten sowie seitlicher und rückwärtiger Freifläche - 1914 errichtet nach Plänen von Adolf Schaar und Cäsar Hintzpeter aus Hamburg - Schutzgrund: städtebaulich, geschichtlich                                                                                | Fotos hochladen                  |
| 1273      | Katharinenstraße 31 (53° 52′ 19″ N, 10° 40′ 30″ O)    | Villa                  | Schutzumfang: Auf das gesamte Gebäude und die gesamte originale Ausstattung sowie auf die Garteneinfriedung und Brunnen - dreigeschossige Villa mit Mansardwalmdach, erbaut 1908 von den Architekten Hahn und Runge - Schutzgrund: geschichtlich, wissenschaftlich, städtebaulich                          | Fotos hochladen                  |
| 1274      | Katharinenstraße 37 (53° 52′ 21″ N, 10° 40′ 32″ O)    | Villa                  | Schutzumfang: Auf das gesamte Gebäude - zweigeschossige, verputzte Villa mit Souterrain, erbaut 1866 von Baumeister H. F. Boldt im neoklassizistischen Stil, erweitert 1881 und 1884 unter Konsul G. Eschenburg - Schutzgrund: geschichtlich, wissenschaftlich, städtebaulich                              | Fotos hochladen                  |
| 1279      | Katharinenstraße 57-59 (53° 52′ 26″ N, 10° 40′ 38″ O) | Turnhalle              | Schutzumfang: Auf das gesamte Gebäude - Der Turnhallenbau mit Satteldach wurde zeitgleich mit dem Doppel-Schulgebäude Schwartauer Allee 44 (Denkmal-Nummer 1280) von 1890 von Baudirektor Carl Georg Adolf Schwiening (1847-1916) errichtet. - Schutzgrund: geschichtlich, wissenschaftlich, städtebaulich | Fotos hochladen                  |
| 1275      | Katharinenstraße 65 (53° 52′ 28″ N, 10° 40′ 40″ O)    | Gebäude                | Schutzumfang: Auf das Äußere des Gebäudes mit umgebender Gartenanlage und Teile im Inneren - Traufständiges Gebäude mit Klinkerverblendung in einer umgebenden Gartenanlage, entworfen 1925 von Stadtbaurat F. W. Virck - Schutzgrund: geschichtlich, wissenschaftlich, städtebaulich                      | weitere Fotos \| Fotos hochladen |

## Kerckringstraße
| Objekt-ID | Lage                                            | Offizielle Bezeichnung                                                | Beschreibung | Bild |
| --------- | ----------------------------------------------- | --------------------------------------------------------------------- | --- | ---- |
| 1674      | Kerckringstraße 9 (53° 52′ 35″ N, 10° 40′ 7″ O) | Wohn-/Geschäftshaus, Kohlenhandlung mit Kontor, Lager und Wohneinheit | Backsteinmassivbau, durch Carl von Ladiges um 1924 entworfen als Wohn-/Geschäftshaus als Kohlenhandlung im Umfeld eines neu besiedelten Stadtbezirkes und repräsentativ gestaltet mit Bauschmuck in Anklängen des Heimatschutzstiles sowie des Expressionismus. Das Gebäude ist in seiner baulichen Substanz in hohem Grade aussagefähig hinsichtlich der Überlieferung von authentischen Dokumentationswerten für seine Entstehungszeit. - geschichtlich, künstlerisch, städtebaulich - Auf das gesamte Gebäude; das Haupthaus innen wie außen, Freiflächen zur Straße/Vorgarten, das Lagerrückgebäude außen sowie die Vorgartenzone entlang der Friedenstraße und der Kerckringstaße. - Bauliche Anlage | BW   |

## Konrad-Adenauer-Straße
| Objekt-ID | Lage                                                                | Offizielle Bezeichnung   | Beschreibung | Bild                             |
| --------- | ------------------------------------------------------------------- | ------------------------ | --- | -------------------------------- |
| 1286      | Konrad-Adenauer-Straße (Lindenplatz) (53° 52′ 1″ N, 10° 40′ 24″ O)  | Kaiser-Wilhelm-I-Denkmal | Schutzumfang: Auf die gesamte Plastik einschließlich Sockel - Freistehendes Reiterstandbild des deutschen Kaisers Wilhelm I. (geboren 1791, gestorben 1888), geschaffen von Louis Tuaillon - Schutzgrund: geschichtlich, wissenschaftlich, künstlerisch, städtebaulich                                                                     | weitere Fotos \| Fotos hochladen |
| 1285      | Konrad-Adenauer-Straße (Lindenplatz) (53° 51′ 59″ N, 10° 40′ 24″ O) | Bismarck-Denkmal         | Schutzumfang: Auf die gesamte Plastik einschließlich Sockel - Bismarck-Denkmal; überlebensgroße, freistehende Bronzeplastik des ersten deutschen Reichskanzlers auf quadratischem, mit Namensinschrift versehenem Granitsockel; geschaffen von Emil Hundrieser - Schutzgrund: geschichtlich, wissenschaftlich, künstlerisch, städtebaulich | weitere Fotos \| Fotos hochladen |
| 1636      | Konrad-Adenauer-Straße 3 (53° 52′ 1″ N, 10° 40′ 18″ O)              | Wohn- und Geschäftshaus  | Schutzumfang: Auf das gesamte Gebäude - 1908 zeitgleich mit dem gegenüber liegendem Hauptbahnhof errichtetes traufständiges Wohn- und Geschäftshaus in Ecklage mit drei Hauptachsen zur Konrad-Adenauer-Straße - Schutzgrund: geschichtlich, wissenschaftlich, städtebaulich                                                               | BW                               |

## Krempelsdorfer Allee
| Objekt-ID | Lage                                                                 | Offizielle Bezeichnung | Beschreibung | Bild            |
| --------- | -------------------------------------------------------------------- | ---------------------- | --- | --------------- |
| 1276      | Krempelsdorfer Allee 19, Krempelsdorf (53° 52′ 45″ N, 10° 39′ 31″ O) | Herrenhaus             | Schutzumfang: Auf das gesamte Gebäude einschl. Innenräume - Ehem. Herrenhaus des Gutes, errichtet 1786. Im Inneren z.T. noch alte Stukkaturen - Schutzgrund: geschichtlich, wissenschaftlich, städtebaulich, Kulturlandschaft prägend | Fotos hochladen |

## Lachswehrallee
| Objekt-ID     | Lage                                              | Offizielle Bezeichnung | Beschreibung | Bild                             |
| ------------- | ------------------------------------------------- | ---------------------- | --- | -------------------------------- |
| 1287          | Lachswehrallee 5 a (53° 51′ 40″ N, 10° 40′ 28″ O) | Mietshaus              | Schutzumfang: Auf die Vorderfassade des Gebäudes - dreigeschossiges Mietshaus mit einer durch Balkone und Giebelaufsatz betonten Mittelachse und einer unterhalb des Erdgeschosses liegenden Durchfahrt - Schutzgrund: geschichtlich, wissenschaftlich, städtebaulich | BW                               |
| 1288 Wikidata | Lachswehrallee 38 (53° 51′ 26″ N, 10° 40′ 38″ O)  | Restaurant Lachswehr   | Schutzumfang: Auf das gesamte Gebäude - Lachswehr; Rokoko-Haus mit palaisartigem Charakter, in der 2. Hälfte des 18. geschossigen Bebauung des Ganges aus dem 18./19. Jhd. - Schutzgrund: geschichtlich, wissenschaftlich, städtebaulich, Kulturlandschaft prägend    | weitere Fotos \| Fotos hochladen |

## Lindenplatz
| Objekt-ID | Lage                                         | Offizielle Bezeichnung | Beschreibung | Bild |
| --------- | -------------------------------------------- | ---------------------- | --- | ---- |
| 2630      | Lindenplatz 4 (53° 51′ 51″ N, 10° 40′ 29″ O) | Endhaus                | Schutzumfang: Gesamte Gebäude auf umgebendem Grundstück (straßenseitig Grünfläche, rückseitig Garten) - Endhaus einer 1881/2 durch Bauunternehmer C. Blunck erbauten Häuserzeile mit Etagenwoh-nungen - Schutzgrund: geschichtlich, städtebaulich | BW   |

## Lindenstraße
| Objekt-ID | Lage                                             | Offizielle Bezeichnung | Beschreibung | Bild |
| --------- | ------------------------------------------------ | ---------------------- | --- | ---- |
| 1615      | Lindenstraße 1 b (53° 51′ 57″ N, 10° 40′ 26″ O)  | Reihenhaus             | Schutzumfang: Auf das Äußere des Gebäudes, insbesondere die Fassade zur Lindenstraße sowie im Inneren auf das Treppenhaus und die erhaltene historische Ausstattung - Reihenhaus von 1880, dreieinhalbgeschossig und vierachsig mit seitlicher zwei einhalbgeschossiger schlichter gestalteter Treppenhausachse - Schutzgrund: geschichtlich, wissenschaftlich, städtebaulich | BW   |
| 1289      | Lindenstraße 5 a (53° 51′ 57″ N, 10° 40′ 21″ O)  | Wohnhaus               | Schutzumfang: Auf das gesamte Gebäude - Traufenständiges Wohnhaus, dreigeschossig, errichtet 1906 durch den Architekten R. Wilcken als mittleres von 3 gleichartigen, aneinandergebauten Häusern - Schutzgrund: geschichtlich, wissenschaftlich, städtebaulich | BW   |
| 2639      | Lindenstraße 11 (53° 51′ 54″ N, 10° 40′ 21″ O)   | Wohnhaus               | Schutzumfang: Gesamtes Gebäude mit Vor- und Hintergarten - zweigeschossiges Wohnhaus über Hochkeller mit niedrigem Mezzanin unter flachem Pappdach - Schutzgrund: geschichtlich, wissenschaftlich, städtebaulich | BW   |
| 1706      | Lindenstraße 11 a (53° 51′ 54″ N, 10° 40′ 21″ O) | Wohnhaus               | Schutzumfang: Der Denkmalschutz erstreckt sich auf das gesamte Gebäude mit Vor- und Hintergarten - zweieinhalbgeschossiges Wohnhaus unter flachem Pappdach 1880 durch Bauunternehmer Carl August Kröger errichtet - Schutzgrund: geschichtlich, wissenschaftlich | BW   |

## Margarethenstraße
| Objekt-ID | Lage                                                     | Offizielle Bezeichnung            | Beschreibung | Bild |
| --------- | -------------------------------------------------------- | --------------------------------- | --- | ---- |
| 4127      | Margarethenstraße 42 - 52 (53° 51′ 34″ N, 10° 39′ 51″ O) | Mehrfamilien-Wohnhaus (Zeilenbau) | Schutzumfang: Das gesamte Gebäude mit Vorgartenzone und rückwärtiger Grünfläche. - Backsteinsichtiger Wohnblock aus den 1930er-Jahren im Stil des Neuen Bauens mit Vorgartenzone und begrüntem Innenhof. Gebäudekomplex entworfen von Willy Berg. - Schutzgrund: geschichtlich, städtebaulich | BW   |

## Marquardplatz
| Objekt-ID | Lage                                           | Offizielle Bezeichnung                                                     | Beschreibung | Bild                             |
| --------- | ---------------------------------------------- | -------------------------------------------------------------------------- | --- | -------------------------------- |
| 1277      | Marquardplatz 7 (53° 52′ 16″ N, 10° 40′ 16″ O) | Julius-Leber-Schule, ex Bernt-Notke-Realschule, ex St. Lorenz-Mittelschule | Schutzumfang: Auf den gesamten Komplex des Schulgebäudes, einschl. der Turnhalle - Schulgebäude, erbaut 1903 nach den Plänen der Lübecker Baudirektoren G. Schaumann und J. Baltzer - Schutzgrund: geschichtlich, wissenschaftlich, städtebaulich | weitere Fotos \| Fotos hochladen |

## Medenbreite
| Objekt-ID | Lage                                                     | Offizielle Bezeichnung | Beschreibung | Bild |
| --------- | -------------------------------------------------------- | ---------------------- | --- | ---- |
| 3894      | Medenbreite 47, Steinrade (53° 52′ 30″ N, 10° 37′ 13″ O) | Hof Steinrade          | Schutzumfang: Der Denkmalschutz erstreckt sich auf das Äußere der Gebäude (Fassaden, Dachzonen mit Aufbauten, Geschossigkeit, Freiflächen) - Der Hof Steinrade ist ein herausragendes Dokument eines Stadtdorfes innerhalb der einstigen Landwehr im Lübecker Stadtgebiet - Sachgesamtheit bestehend aus Medenbreite 47 Gutshaus A, Medenbreite 47 Kornkammer D, Medenbreite 47 Kuhstall C und Medenbreite 47 Pferdestall B - Schutzgrund: geschichtlich | BW   |
| 1278      | Medenbreite 47, Steinrade (53° 52′ 31″ N, 10° 37′ 12″ O) | Gutshof                | Schutzumfang: Auf das gesamte Gebäude - Gutshaus des seit 1756 im Besitz der Hansestadt Lübeck befindlichen ehem. Landwehrgutes Steinrader Hof, erbaut 1775 - Teil der Sachgesamtheit Hof Steinrade - Schutzgrund: geschichtlich, wissenschaftlich, städtebaulich | BW   |

## Moislinger Allee
| Objekt-ID     | Lage                                                      | Offizielle Bezeichnung                         | Beschreibung | Bild                             |
| ------------- | --------------------------------------------------------- | ---------------------------------------------- | --- | -------------------------------- |
| 1616          | Moislinger Allee 9 d (53° 51′ 47″ N, 10° 40′ 31″ O)       | Wohn- und Verwaltungsgebäude                   | Schutzumfang: Auf das gesamte Gebäude ohne die angebauten Nebenhäuser der 1990er-Jahre - Es handelt sich um ein Wohn- und Verwaltungsgebäude von 1958–59 auf den Fundamenten eines im Keller noch erkennbaren Gasdruckbehälters von 1854 - Schutzgrund: geschichtlich, wissenschaftlich, städtebaulich Hinweis: hier muss ein Fehler in der Adresse vorfliegen, weil Nr. 9d aktuelle dieses Gebäude ist. | BW                               |
| 1637          | Moislinger Allee 21 (53° 51′ 40″ N, 10° 40′ 25″ O)        | Wohn- und Geschäftshaus                        | Schutzumfang: Auf das gesamte Gebäude - dreigeschossiges Wohn- und Gewerbegebäude über Hochkeller auf dreieckiger Grundfläche in Ecklage zwischen Lachswehr und Moislinger Allee unter Mansarddach - Schutzgrund: geschichtlich, wissenschaftlich, städtebaulich | Fotos hochladen                  |
| 1290          | Moislinger Allee 22 (53° 51′ 45″ N, 10° 40′ 23″ O)        | Villa                                          | Schutzumfang: Auf das Äußere des Gebäudes - zweigeschossige Villa mit ausdrucksstarker Putzfassade, barockisierendem Attikageschoss - Schutzgrund: geschichtlich, wissenschaftlich, städtebaulich | weitere Fotos \| Fotos hochladen |
| 1708          | Moislinger Allee 22 a (53° 51′ 44″ N, 10° 40′ 23″ O)      | Vorstadtvilla                                  | Schutzumfang: Gesamtes Gebäude auf umgebender Freifläche - 1885/6 von Architekt C.H.F. Blunck erbaute Vorstadtvilla - Schutzgrund: geschichtlich, städtebaulich | BW                               |
| 1617          | Moislinger Allee 32 (53° 51′ 39″ N, 10° 40′ 21″ O)        | Bugenhagen Grundschule                         | Schutzumfang: Auf das gesamte Gebäudeensemble aus Schulhaus und Turnhalle, sowie Schulhof - Ehem. „2. St.-Lorenzschule“, als Doppelschulhaus an der Ecke Moislinger Allee/Meierstraße errichtet durch Baudirektor Martiny - Schutzgrund: geschichtlich, wissenschaftlich, städtebaulich | Fotos hochladen                  |
| 1291          | Moislinger Allee 67 a, 67 b (53° 51′ 17″ N, 10° 40′ 0″ O) | Mehrfamilienhaus                               | Schutzumfang: Auf die vordere Fassade und das Treppenhaus des Gebäudes einschl. Treppengeländer und die Wohnungseingangstüren - viergeschossiges Mehrfamilienhaus mit ausgekragtem Mittelrisalit und mittig liegendem, betonten Portal - Schutzgrund: geschichtlich, wissenschaftlich, städtebaulich | Fotos hochladen                  |
| 3186          | Moislinger Allee 82 (53° 51′ 22″ N, 10° 40′ 3″ O)         | Luther-Schule                                  | Schutzumfang: Auf das historische Schulgebäude und die Turnhalle von 1900 sowie den Schulhof - Ehem. fünfte Doppelvolksschule St.-Lorenz, 1900 durch das Bauamt unter Leitung von Baudirektor Gustav Schaumann errichtet. - Schutzgrund: städtebaulich, wissenschaftlich, geschichtlich | Fotos hochladen                  |
| 1292 Wikidata | Moislinger Allee 96 (53° 51′ 16″ N, 10° 39′ 50″ O)        | Luther-Kirche und Pastoratsanbau (evangelisch) | Schutzumfang: Auf das Innere und Äußere des Kirchengebäudes mit seiner Ausstattung sowie auf den Kirchhofsbereich und auf das gesamte Pastorengebäude - Evangelische Kirche von 1936/37 nach Plänen der Lübecker Architekten Glogner und Vermehren; backsteinsichtiger Kirchenbau mit mächtiger Turmfront zur Straße - Schutzgrund: geschichtlich, wissenschaftlich, künstlerisch, städtebaulich         | weitere Fotos \| Fotos hochladen |
| 1618          | Moislinger Allee 191 (53° 50′ 59″ N, 10° 38′ 39″ O)       | Villa                                          | Schutzumfang: Auf das gesamte Gebäude auf großem umgebendem Grundstück - Backsteinsichtige freistehende zur Straße eingeschossige, zum Garten aufgrund der Hanglage zweigeschossige Villa der 1920er Jahre unter Walmdach - Schutzgrund: geschichtlich, städtebaulich | BW                               |

## Morierstraße
| Objekt-ID | Lage                                                      | Offizielle Bezeichnung | Beschreibung | Bild            |
| --------- | --------------------------------------------------------- | ---------------------- | --- | --------------- |
| 1626      | Morierstraße 41, Steinrade (53° 52′ 52″ N, 10° 37′ 52″ O) | Herrenhaus Gut Mori    | Schutzumfang: Auf das gesamte Gebäude (ohne Anbauten des 20. Jhd) und das Vorfahrtsrondell - Herrenhaus; errichtet 1637, als zweigeschossiger, quer liegender siebenachsiger Putzbau mit Walmdach, am Ort eines älteren Vorgängerbaus des 13. Jhd. - Schutzgrund: geschichtlich, wissenschaftlich, städtebaulich | Fotos hochladen |

## Nebenhofstraße
| Objekt-ID | Lage                                             | Offizielle Bezeichnung | Beschreibung | Bild |
| --------- | ------------------------------------------------ | ---------------------- | --- | ---- |
| 1714      | Nebenhofstraße 10 (53° 51′ 55″ N, 10° 40′ 26″ O) | Wohnhaus               | Schutzumfang: Auf das gesamte Gebäude - zweigeschossiges, dreiachsiges Wohnhaus auf Hochkeller von 1897/8 in einer Reihe aneinandergebauter weiterer Wohnhäuser - Schutzgrund: geschichtlich, städtebaulich | BW   |

## Pommersche Straße
| Objekt-ID | Lage                                                     | Offizielle Bezeichnung    | Beschreibung                                                                        | Bild |
| --------- | -------------------------------------------------------- | ------------------------- | ----------------------------------------------------------------------------------- | ---- |
| 3122      | Pommersche Straße 2 - 6 (53° 51′ 33″ N, 10° 39′ 41″ O)   | Aktualisierung vorgesehen | Aktualisierung vorgesehen - Teil der Mehrheit von baulichen Anlagen - Hansequartier | BW   |
| 3123      | Pommersche Straße 8 - 12 (53° 51′ 33″ N, 10° 39′ 41″ O)  | Aktualisierung vorgesehen | Aktualisierung vorgesehen - Teil der Mehrheit von baulichen Anlagen - Hansequartier | BW   |
| 3124      | Pommersche Straße 14 - 18 (53° 51′ 33″ N, 10° 39′ 40″ O) | Aktualisierung vorgesehen | Aktualisierung vorgesehen - Teil der Mehrheit von baulichen Anlagen - Hansequartier | BW   |
| 3125      | Pommersche Straße 20 - 24 (53° 51′ 32″ N, 10° 39′ 39″ O) | Aktualisierung vorgesehen | Aktualisierung vorgesehen - Teil der Mehrheit von baulichen Anlagen - Hansequartier | BW   |
| 3126      | Pommersche Straße 26 - 30 (53° 51′ 32″ N, 10° 39′ 38″ O) | Aktualisierung vorgesehen | Aktualisierung vorgesehen - Teil der Mehrheit von baulichen Anlagen - Hansequartier | BW   |
| 3127      | Pommersche Straße 32 - 36 (53° 51′ 31″ N, 10° 39′ 38″ O) | Aktualisierung vorgesehen | Aktualisierung vorgesehen - Teil der Mehrheit von baulichen Anlagen - Hansequartier | BW   |

## Ritterstraße
| Objekt-ID | Lage                                            | Offizielle Bezeichnung | Beschreibung | Bild                             |
| --------- | ----------------------------------------------- | ---------------------- | --- | -------------------------------- |
| 1627      | Ritterstraße 1 c (53° 51′ 59″ N, 10° 39′ 49″ O) | Ehem. Kunstgärtnerhaus | Schutzumfang: Auf das gesamte Gebäude - Ehem. Kunstgärtnerhaus (Bangshof) aus der 2. Hälfte des 18. Jhd., das in dieser Ausbildung in Lübeck einmalig ist - Schutzgrund: geschichtlich, künstlerisch | weitere Fotos \| Fotos hochladen |

## Roggenhorster Straße
| Objekt-ID | Lage                                                   | Offizielle Bezeichnung | Beschreibung | Bild |
| --------- | ------------------------------------------------------ | ---------------------- | --- | ---- |
| 1628      | Roggenhorster Straße 46 (53° 51′ 37″ N, 10° 35′ 52″ O) | Pächterhaus            | Schutzumfang: Auf das gesamte Gebäude mit umgebender Freifläche und Zufahrt zwischen zwei Fischteichen - Freistehendes Pächterhaus von 1851, eingeschossig über Keller mit abgewalmtem Satteldach; gemauerter Putzbau mit backsteinsichtigen segmentbogigen Fensterstürzen - Schutzgrund: geschichtlich, wissenschaftlich, Kulturlandschaft prägend | BW   |

## Schwartauer Allee
| Objekt-ID     | Lage                                                              | Offizielle Bezeichnung | Beschreibung | Bild                                    |
| ------------- | ----------------------------------------------------------------- | --- | --- | --------------------------------------- |
| 1629          | Schwartauer Allee 39-41 (53° 52′ 24″ N, 10° 40′ 29″ O)            | Wohnhaus | Schutzumfang: Auf das gesamte Gebäude einschl. des Anbaus - zweigeschossiges Wohnhaus von 1904 mit langgestrecktem, eingeschossigen Anbau - Schutzgrund: geschichtlich, wissenschaftlich, städtebaulich | BW                                      |
| 1608 Wikidata | Schwartauer Allee 40 (53° 52′ 26″ N, 10° 40′ 34″ O)               | St.-Matthaei-Kirche (evangelisch) | Schutzumfang: Auf das gesamte Kirchengebäude mit seiner Ausstattung, den Kirchhofbereich, ohne bewegl. Gegenstände nach 1930, bauzeitl. Anbauten an dem Kirchenschiff, straßenseitige eingefriedete Freifläche des zugehörenden Grundstücks - Erbaut 1898-1900 von Hugo Groothoff als einschiffiger, neugotischer Backsteinbau mit einhüftig nach Süden ausgerichtetem Seitenschiff über drei Joche und seitlich an die Südwestecke angesetztem Turm - Schutzgrund: geschichtlich, wissenschaftlich, städtebaulich | weitere Fotos \| Fotos hochladen        |
| 1280          | Schwartauer Allee 42-44 (53° 52′ 27″ N, 10° 40′ 35″ O)            | Studentenapartements Alte Schule, ex Gewerbeschule III, ex Friedrich-List-Schule, ex Handelslehranstalt, ex III. Knaben-Mittelschule | Schutzumfang: Auf das gesamte Gebäude - Doppel-Schulgebäude von 1890, von Baudirektor Adolf Schwiening (1847–1916). Dreigeschossiger Backsteinbau.; zugehörig die ehemalige Turnhalle, Katharinenstr. 57-59 (Denkmalliste Nr. 1279) - Schutzgrund: geschichtlich, wissenschaftlich, städtebaulich | weitere Fotos \| Fotos hochladen        |
| 1733          | Schwartauer Allee 66 (53° 52′ 35″ N, 10° 40′ 42″ O)               | Aktualisierung vorgesehen | Aktualisierung vorgesehen | BW                                      |
| 1782 Wikidata | Schwartauer Allee, Einsiedelstraße (53° 52′ 40″ N, 10° 40′ 48″ O) | Seegrenzschlachthof | Aktualisierung vorgesehen - Sachgesamtheit bestehend aus Einsiedelstraße 6 Löschschuppen mit Viehwaage, Einsiedelstraße 6 Schweine-Quarantänestall, Schwartauer Allee 76 a Torgebäude, Schwartauer Allee 78 Torgebäude, Schwartauer Allee 78 a Hallen, Schwartauer Allee 78 a Viehtriftbrücke, Schwartauer Allee 78 a Viehtriftunterführung - Schutzgrund: städtebaulich, geschichtlich | Fotos hochladen                         |
| 3213          | Schwartauer Allee 76a ()                                          | Torgebäude | Aktualisierung vorgesehen - Teil der Sachgesamtheit - Seegrenzschlachthof | Direkt Bild zu diesem Denkmal hochladen |
| 3214          | Schwartauer Allee 78 (53° 52′ 42″ N, 10° 40′ 46″ O)               | Torgebäude | Aktualisierung vorgesehen - Teil der Sachgesamtheit - Seegrenzschlachthof | BW                                      |
| 3223          | Schwartauer Allee 78a (53° 52′ 42″ N, 10° 40′ 53″ O)              | Viehtriftunterführung | Aktualisierung vorgesehen - Teil der Sachgesamtheit - Seegrenzschlachthof | BW                                      |
| 3216          | Schwartauer Allee (53° 52′ 43″ N, 10° 40′ 50″ O)                  | Viehtriftbrücke 78a | Aktualisierung vorgesehen - Teil der Sachgesamtheit - Seegrenzschlachthof | BW                                      |
| 1281          | Schwartauer Allee 80 (53° 52′ 43″ N, 10° 40′ 44″ O)               | Ehem. Pastorat | Schutzumfang: Auf das gesamte Gebäude - 1907/08 von Architekt Glogner & Vermehren geplantes, von Firma Blunck & Sohn errichtetes ehem. Pastorat der St.-Matthäi-Kirche; zweigeschossiger Putzbau mit hofseitig abgewalmtem Satteldach - Schutzgrund: geschichtlich, wissenschaftlich, städtebaulich | BW                                      |
| 1630          | Schwartauer Allee 84 a (53° 52′ 45″ N, 10° 40′ 46″ O)             | Viehauktionshalle | Schutzumfang: Auf die gesamte Halle mit giebelseitigen Vorhallen (in Neubauten integriert – nur innen sichtbar) und das Äußere des ehem. Gastronomieanbaus - 1925/26 von den Architekten Runge und Lenschow in Backstein errichtete Viehauktionshalle auf einer Grundfläche von ca. 29 × 34 m mit westlich angeschlossenem zweigeschossigen flachgedeckten Gastronomieanbau - Schutzgrund: geschichtlich, wissenschaftlich, städtebaulich                                                                          | weitere Fotos \| Fotos hochladen        |
| 3237          | Schwartauer Allee 132-134 (53° 52′ 59″ N, 10° 40′ 50″ O)          | Schule Wilhelmshöhe | Schutzumfang: Auf das gesamte Schulgebäude sowie das Aborthäuschen, die Turnhalle und den umgebenden Schulhof. Der Anbau von 1982 ist nicht Bestandteil des Denkmals - Errichtet durch Baudirektor Johannes Baltzer, 1909 - Schutzgrund: städtebaulich, geschichtlich | BW                                      |

## Steinrader Hauptstraße
| Objekt-ID | Lage                                                   | Offizielle Bezeichnung       | Beschreibung | Bild |
| --------- | ------------------------------------------------------ | ---------------------------- | --- | ---- |
| 1631      | Steinrader Hauptstraße 9 (53° 52′ 7″ N, 10° 40′ 13″ O) | Wohn- und Wirtschaftsgebäude | Schutzumfang: Auf das Äußere des Gebäudes und auf die Dachkonstruktion - Traufenständiges, zweigeschossiges, backsteinsichtiges Wohn- Wirtschaftsgebäude mit untergeordnetem Anbau; errichtet vermutlich 1881 - Schutzgrund: geschichtlich, wissenschaftlich, städtebaulich | BW   |

## Steinrader Weg
| Objekt-ID     | Lage                                                                 | Offizielle Bezeichnung           | Beschreibung | Bild                             |
| ------------- | -------------------------------------------------------------------- | -------------------------------- | --- | -------------------------------- |
| 1632          | Steinrader Weg 9 (ex Kirchensztaße 5) (53° 52′ 7″ N, 10° 40′ 13″ O)  | Ehem. Schulgebäude und Turnhalle | Schutzumfang: Auf das gesamte Schulgebäude einschl. Turnhalle - Backsteinsichtiges Schulgebäude von 1869, zuerst I. St. Lorenz-Knabenschule und -Mädchenschule, seit 28. Juli 1934 Gotthard-Kuehl-Schule, heute Unterkunft für Geflüchtete, bestehend aus zwei straßenseitig gelegenen, winkelförmigen aneinandergebauten, drei geschossigen Gebäudeteilen - Schutzgrund: geschichtlich, wissenschaftlich, städtebaulich | weitere Fotos \| Fotos hochladen |
| 1624          | Steinrader Weg 10, St.-Lorenz-Friedhof (53° 52′ 7″ N, 10° 40′ 11″ O) | Erinnerungskreuz                 | Schutzumfang: Auf das Erinnerungskreuz - Erinnerungskreuz aus Kalkstein, 1598 aufgestellt - Schutzgrund: geschichtlich, wissenschaftlich | Fotos hochladen                  |
| 1625 Wikidata | Steinrader Weg 11 a (53° 52′ 7″ N, 10° 40′ 11″ O)                    | St.-Lorenz-Kirche (evangelisch)  | Schutzumfang: Auf das Äußere und Innere des Kirchengebäudes mit seiner Ausstattung sowie auf den Kirchhofsbereich, bewegliche Gegenstände, die nach 1930 entstanden sind, bleiben außer Betracht - St.-Lorenz-Kirche - Schutzgrund: geschichtlich, wissenschaftlich, künstlerisch, städtebaulich | weitere Fotos \| Fotos hochladen |
| 1260          | Steinrader Weg 15 (53° 52′ 5″ N, 10° 40′ 10″ O)                      | Backsteingebäude                 | Schutzumfang: Auf das gesamte Gebäude - 1895 im historistischen Stil erbautes zweigeschossiges, 4xdreiachsiges Backsteingebäude auf Souterraingeschoss unter Satteldach - Schutzgrund: geschichtlich, städtebaulich, Kulturlandschaft prägend | BW                               |
| 1609          | Steinrader Weg 45 (53° 52′ 4″ N, 10° 40′ 4″ O)                       | Gärtnerhaus                      | Schutzumfang: Auf das gesamte Gebäude - Ehem. Gärtnerhaus, erbaut 2. Hälfte des 18. Jhd.; eingeschossiges Backsteingebäude - Schutzgrund: geschichtlich, städtebaulich | BW                               |
| 1633          | Steinrader Weg 51 (53° 52′ 6″ N, 10° 40′ 2″ O)                       | Gärtnerhaus                      | Schutzumfang: Auf das gesamte Gebäude - Ehem. Gärtnerhaus, erbaut vermutlich noch in der 2. Hälfte des 18. Jhd. - Schutzgrund: geschichtlich, wissenschaftlich | Fotos hochladen                  |

## Teutonenweg
| Objekt-ID | Lage                                          | Offizielle Bezeichnung | Beschreibung | Bild |
| --------- | --------------------------------------------- | ---------------------- | --- | ---- |
| 1619      | Teutonenweg 10 (53° 51′ 34″ N, 10° 39′ 22″ O) | Bahngebäude            | Schutzumfang: Auf das gesamte Gebäude (A) mit zeitgleichem Schuppen (B) umgeben von Freigelände - Aufenthaltsgebäude für Bahnpersonal aus der Zeit der Verlegung der Gleise und des Hauptbahnhofs in Lübeck um/vor 1907 - Schutzgrund: geschichtlich, wissenschaftlich, städtebaulich | BW   |

## Töpferweg
| Objekt-ID     | Lage                                        | Offizielle Bezeichnung | Beschreibung | Bild                             |
| ------------- | ------------------------------------------- | ---------------------- | --- | -------------------------------- |
| 1261 Wikidata | Töpferweg 45 (53° 51′ 33″ N, 10° 40′ 10″ O) | Bunker                 | Schutzumfang: Auf das gesamte Gebäude - Bunker von 1941 als backsteinsichtiger viergeschossiger Turm mit ovalem Grundriss und Flachdach, oberstes Geschoss zurückspringend als Staffelgeschoss, an beiden Längsseiten zweiläufige Treppen - Schutzgrund: geschichtlich, wissenschaftlich, städtebaulich | weitere Fotos \| Fotos hochladen |

## Trappenstraße
| Objekt-ID | Lage                                        | Offizielle Bezeichnung          | Beschreibung | Bild            |
| --------- | ------------------------------------------- | ------------------------------- | --- | --------------- |
| 3244      | Trappenstraße (53° 52′ 6″ N, 10° 39′ 44″ O) | Blockrandbebauung Trappenstraße | Schutzumfang: Der Denkmalschutz erstreckt sich auf das Äußere der Gebäude (Materialität, Fassaden, Kubatur, Dachform, Freiflächen zur Straße und rückwärtig) - Die Blockrandbebauung in St.-Lorenz-Nord ist ein herausragendes Beispiel der staatlichen Wohnungspolitik und Siedlungsbauweise der Weimarer Republik im Lübecker Stadtgebiet - Mehrheit von baulichen Anlagen bestehend aus Gothlandstraße 2, Gothlandstraße 4, Gothlandstraße 6, Gothlandstraße 8, Gothlandstraße 10, Gothlandstraße 12, Gothlandstraße 14, Ritterstraße 24, Ritterstraße 26, Trappenstraße 13, Trappenstraße 15, Trappenstraße 17, Wachtstraße 3, Wachtstraße 5, Wachtstraße 7, Wachtstraße 9, Wachtstraße 11 und Wachtstraße 13 - Schutzgrund: geschichtlich, künstlerisch | Fotos hochladen |

## Triftstraße
| Objekt-ID | Lage                                       | Offizielle Bezeichnung | Beschreibung | Bild |
| --------- | ------------------------------------------ | ---------------------- | --- | ---- |
| 3136      | Triftstraße (53° 53′ 18″ N, 10° 40′ 44″ O) | Siedlung Triftstraße   | Schutzumfang: Der Denkmalschutz erstreckt sich aufgrund der übergeordneten formalen und gestalterischen Einheitlichkeit auf die städtebaulich wirksame Bausubstanz der Gebäude (Materialität, Fassaden, Kubatur, Dachform, Freiflächen zur Straße und rückwärtig). - Die Wohnsiedlung Triftstraße in St.-Lorenz Nord ist ein herausragendes Beispiel des Neuen Bauens im Lübecker Stadtgebiet - Mehrheit von baulichen Anlagen bestehend aus Triftstraße 64, Triftstraße 65, Triftstraße 66, Triftstraße 67, Triftstraße 68, Triftstraße 69, Triftstraße 70, Triftstraße 71, Triftstraße 72, Triftstraße 73, Triftstraße 74, Triftstraße 75, Triftstraße 76, Triftstraße 77, Triftstraße 78, Triftstraße 79, Triftstraße 80, Triftstraße 81, Triftstraße 82, Triftstraße 83, Triftstraße 84, Triftstraße 85, Triftstraße 86, Triftstraße 87, Triftstraße 88, Triftstraße 89, Triftstraße 91, Triftstraße 93, Triftstraße 95, Triftstraße 97, Triftstraße 99, Triftstraße 101 und Triftstraße 103 - Schutzgrund: geschichtlich, städtebaulich - Architekt: Wilhelm Schürer | BW   |

## Waisenhofstraße
| Objekt-ID | Lage                                              | Offizielle Bezeichnung | Beschreibung | Bild |
| --------- | ------------------------------------------------- | ---------------------- | --- | ---- |
| 2647      | Waisenhofstraße 31 (53° 52′ 32″ N, 10° 40′ 11″ O) | Wohnhaus               | Schutzumfang: Auf das gesamte Gebäude mit Vorgarteneinfriedung. Die heutigen Betriebsgebäude im Hof sind kein Teil des Denkmals - Wohnhaus, von Bauherr J. F. Tekenburg 1902 errichtet, dreigeschossig, abgewalmtes Flachdach mit drei Gauben - Schutzgrund: städtebaulich, geschichtlich | BW   |

## Warendorpstraße
| Objekt-ID     | Lage                                              | Offizielle Bezeichnung                                | Beschreibung              | Bild                             |
| ------------- | ------------------------------------------------- | ----------------------------------------------------- | ------------------------- | -------------------------------- |
| 1743 Wikidata | Warendorpstraße 13 (53° 52′ 26″ N, 10° 40′ 16″ O) | [[Bunker Warendorpstraße\|Aktualisierung vorgesehen]] | Aktualisierung vorgesehen | weitere Fotos \| Fotos hochladen |

## Wickedestraße
| Objekt-ID     | Lage                                           | Offizielle Bezeichnung             | Beschreibung | Bild                             |
| ------------- | ---------------------------------------------- | ---------------------------------- | --- | -------------------------------- |
| 1622 Wikidata | Wickedestraße 74 (53° 52′ 32″ N, 10° 40′ 5″ O) | St.-Bonifatius-Kirche (katholisch) | Schutzumfang: Auf das gesamte Kirchengebäude, einschl. Sakristeianbau - 1951/52 von Emil Steffann (1899–1968) als Notkirche errichtetes Kirchengebäude in der Form eines einschiffigen Hallenbaus - Schutzgrund: geschichtlich, wissenschaftlich, künstlerisch, städtebaulich | weitere Fotos \| Fotos hochladen |

## Ehemalige Denkmale
| Objekt-ID | Lage                                                   | Offizielle Bezeichnung | Beschreibung | Bild            |
| --------- | ------------------------------------------------------ | ---------------------- | --- | --------------- |
|           | Fackenburger Allee 31-43 (53° 52′ 18″ N, 10° 40′ 0″ O) | Alte Kaserne           | zur Zeit des Norddeutschen Bundes gebaut aber erst 1871 beendet und bezogen - Denkmalschutz wurde nach 1976 aufgehoben; Gebäude besteht nicht mehr | Fotos hochladen |